# François III de Mantoue
François III Gonzague (en italien : Francesco III Gonzaga), est un noble italien né le 10 mars 1533 à Mantoue et mort le 22 février 1550 près de Mantoue. Il est le deuxième duc de Mantoue, sous le nom de François III, et marquis de Montferrat, sous le nom de François Ier.

## Biographie
François, fils aîné de Frédéric II de Mantoue et de Marguerite de Montferrat, est âgé de sept ans lorsque son père meurt en 1540.
La régence est assurée par sa mère Marguerite et ses deux oncles, frères de son père, Hercule, évêque de Mantoue et cardinal depuis 1527 et Ferdinand, alors vice-roi de Sicile. Hercule, vivant à Mantoue, est le plus actif et stabilise les finances de l'État, entre autres en favorisant la création de nouvelles manufactures citadines. Il commande à Jules Romain la rénovation intégrale de l'intérieur de la cathédrale ; le travail est exécuté par d'autres artistes en raison de la mort du Romano survenue en 1546.
Charles Quint, à nouveau de passage à Mantoue en 1543, confirma à François l'investiture comme duc de Mantoue et de marquis de Montferrat et lui accorde la main de sa nièce Catherine.
François se marie donc, le 22 octobre 1549 à Mantoue, avec Catherine d'Autriche (1533-1572), fille de Ferdinand Ier, archiduc d'Autriche, futur empereur germanique et d'Anne Jagellon. Ils n'ont pas d'enfant.
François III meurt en 1550, à presque dix-sept ans, soit noyé au cours d'une battue de chasse près de Mantoue, soit des suites d'une pneumonie contractée à l'occasion d'une chute dans les eaux glacées d'un lac. Catherine, qui ne sera demeurée mariée que quatre mois, retourne dans sa patrie et épouse trois ans plus tard le roi de Pologne Sigismond II Auguste.
Son successeur est son frère puîné, Guillaume.